# Sé (Funchal)
Sé (IPA: [sɛ]) is een plaats (freguesia) in de Portugese gemeente Funchal en telt 2148 inwoners (2001).